# Saison 2013 des Giants de New York
Chronologie
Précédent Suivant
La saison 2013 des Giants de New York est la 89e saison de la franchise au sein de la National Football League. C'est également la 4e saison jouée au MetLife Stadium, ainsi que la 10e saison sous les ordres de l'entraîneur général Tom Coughlin.
Après avoir échoué lors de la course aux playoffs en saison 2012, les Giants doivent tout faire pour être la première équipe NFL à jouer le Super Bowl dans leur stade, stade qu'il partagent avec l'autre équipe NFL, les Jets de New York. Ils n'y parviennent cependant pas, éliminés en 14e semaine après leur défaite chez les Chargers, affichant un bilan négatif en fin de saison, 7 victoires pour 9 défaites. Il faut souligner que la franchise commence la saison par six défaites consécutives, pire départ historique depuis 1976.
Le Super Bowl XLVIII joué le 2 février 2014 sera gagné 43 à 8 par les Seahawks de Seattle au détriment des Broncos de Denver et le MVP du match désigné est le LB Malcolm Smith des Seahawks de Seattle.
Le MVP de la saison et meilleur joueur offensif de la saison est le QB Peyton Manning des Broncos de Denver. Le meilleur joueur défensif est le LB Luke Kuechly des Panthers de la Caroline.

## La Draft 2013
| Tour | Sélection | Joueur            | Postes | Universités         |
| ---- | --------- | ----------------- | ------ | ------------------- |
| 1    | 19        | Justin Pugh       | OT     | Syracuse Orange     |
| 2    | 49        | Johnathan Hankins | DT     | Ohio State Buckeyes |
| 3    | 81        | Damontre Moore    | DE     | Texas A&M Aggies    |
| 4    | 110       | Ryan Nassib       | QB     | Syracuse Orange     |
| 5    | 152       | Cooper Taylor     | S      | Richmond Spiders    |
| 7    | 225       | Eric Herman       | G      | Ohio Bobcats        |
| 7    | 253       | Michael Cox       | RB     | UMass Minutemen     |

Notes
Les Giants ne pouvaient sélectionner de joueur au 6e tour car ils avaient échangé leur 4e (choix no 116) et leur 6e tour (choix no 187) contre le 4e tour (choix no 110) des Cardinals de l'Arizona. Ils reçoivent cependant un choix compensatoire au 7e tour (choix no 253).

## Résultats

### Avant saison
Les adversaires et le programme des Giants d'avant saison ont été annoncés le 4 avril 2013.
| Semaines                                          | Dates   | Heures   | Adversaires                          | Résultats      | Résultats    | Lieux            | TVs       | NFL.com résumés |
| Semaines                                          | Dates   | Heures   | Adversaires                          | Scores         | Statistiques | Lieux            | TVs       | NFL.com résumés |
| ------------------------------------------------- | ------- | -------- | ------------------------------------ | -------------- | ------------ | ---------------- | --------- | --------------- |
| 1                                                 | 10 août | 19:30 ET | @ Steelers de Pittsburgh             | G 18–13        | 1–0          | Heinz Field      | WNBC      | Recap           |
| 2                                                 | 18 août | 19:00 ET | Colts d'Indianapolis                 | P 12–20        | 1–1          | MetLife Stadium  | Fox       | Recap           |
| 3                                                 | 24 août | 19:00 ET | Jets de New York                     | P 21–24 (A.P.) | 1–2          | MetLife Stadium  | WNBC      | Recap           |
| 4                                                 | 29 août | 19:30 ET | @ Patriots de la Nouvelle-Angleterre | P 20–28        | 1–3          | Gillette Stadium | WNBC/NFLN | Recap           |
| Bilan de l'avant-saison : 1 victoires, 3 défaites |         |          |                                      |                |              |                  |           |                 |

- (A.P.) = Après prolongations
- ET = Heures en Zone Eastern Time

### Saison régulière 2013

#### Assistance
Le MetLife Stadium a accueilli pour les 8 matchs des Giants, 641 148 spectateurs - moyenne de 80 148 par match - soit la 2e meilleure assistance globale après les Cowboys de Dallas L'occupation du stade n'est que de 97,1 % soit la 20e des équipes de NFL.

#### Maillots
Les Giants de New York ont présenté un nouvel uniforme de rechange consistant en un nouveau pantalon blanc lequel peut être porté avec les maillots bleu de l'équipe en lieu et place de l'habituel pantalon gris. L'équipe a porté ce nouveau pantalon le 10 novembre 2013 contre les Raiders d'Oakland et le 24 novembre 2013 contre les Cowboys de Dallas.

#### Les résultats
| Semaines                                                     | Dates        | Adversaires               | Résultats       | Stat. Div. | Stat. Global |
| ------------------------------------------------------------ | ------------ | ------------------------- | --------------- | ---------- | ------------ |
| 1                                                            | 8 septembre  | @ Cowboys de Dallas       | P, 31-36        | 0-1        | 0-1-0        |
| 2                                                            | 15 septembre | Broncos de Denver         | P, 23-41        | 0-1        | 0-2-0        |
| 3                                                            | 22 septembre | @ Panthers de la Caroline | P, 0-38         | 0-1        | 0-3-0        |
| 4                                                            | 29 septembre | @ Chiefs de Kansas City   | P, 0-31         | 0-1        | 0-4-0        |
| 5                                                            | 6 octobre    | Eagles de Philadelphie    | P, 21-36        | 0-2        | 0-5-0        |
| 6                                                            | 10 octobre   | @ Bears de Chicago        | P, 21-27        | 0-2        | 0-6-0        |
| 7                                                            | 21 octobre   | Vikings du Minnesota      | G, 23-7         | 0-2        | 1-6-0        |
| 8                                                            | 27 octobre   | @ Eagles de Philadelphie  | G, 15-7         | 1-2        | 2-6-0        |
| 9                                                            | Bye          | Bye                       | Bye             | Bye        | Bye          |
| 10                                                           | 10 novembre  | Raiders d'Oakland         | G, 24-20        | 1-2        | 3-6-0        |
| 11                                                           | 17 novembre  | Packers de Green Bay      | G, 27-13        | 1-2        | 4-6-0        |
| 12                                                           | 24 novembre  | Cowboys de Dallas         | P, 21-21        | 1-3        | 4-7-0        |
| 13                                                           | 1er décembre | @ Redskins de Washington  | G, 24-17        | 2-3        | 5-7-0        |
| 14                                                           | 8 décembre   | @ Chargers de San Diego   | P, 14-37        | 2-3        | 5-8-0        |
| 15                                                           | 15 décembre  | Seahawks de Seattle       | P, 0-23         | 2-3        | 5-9-0        |
| 16                                                           | 22 décembre  | @ Lions de Détroit        | G, 23-20 (A.P.) | 2-3        | 6-9-0        |
| 17                                                           | 29 décembre  | Redskins de Washington    | G, 20-6         | 3-3        | 7-9-0        |
| Bilan de la saison : 7 victoires, 9 défaites, pas de Playoff |              |                           |                 |            |              |

- A.P. = Après prolongations

## Résumé des matchs
| Semaine 1 : @ Cowboys de Dallas                      |   |    |    |    |       |
| Lieu : AT&T Stadium, Arlington, Texas                |   |    |    |    |       |
| Date : 8 septembre                                   |   |    |    |    |       |
| Conditions météo : stade couvert et fermé            |   |    |    |    |       |
| Assistance : 85 348                                  |   |    |    |    |       |
| Arbitre : Tony Corrente                              |   |    |    |    |       |
| Lien pour résumé complet du match : Recap, Game book |   |    |    |    |       |
| Quart-temps                                          | 1 | 2  | 3  | 4  | Total |
| Cowboys de Dallas                                    | 3 | 10 | 14 | 9  | 36    |
| Giants de New York                                   | 3 | 7  | 7  | 14 | 31    |

| Semaine 2 : Broncos de Denver                        |   |    |    |    |       |
| Lieu : MetLife Stadium, East Rutherford, New Jersey  |   |    |    |    |       |
| Date : 15 septembre                                  |   |    |    |    |       |
| Conditions météo : 21 °C, partiellement ensoleillé   |   |    |    |    |       |
| Assistance : 81 285                                  |   |    |    |    |       |
| Arbitre : Gene Steratore                             |   |    |    |    |       |
| Lien pour résumé complet du match : Recap, Game book |   |    |    |    |       |
| Quart-temps                                          | 1 | 2  | 3  | 4  | Total |
| Giants de New York                                   | 3 | 6  | 7  | 7  | 23    |
| Broncos de Denver                                    | 0 | 10 | 14 | 17 | 41    |

| Semaine 3 : @ Panthers de la Caroline                     |   |    |    |   |       |
| Lieu : Bank of America Stadium, Charlotte, North Carolina |   |    |    |   |       |
| Date : 22 septembre                                       |   |    |    |   |       |
| Conditions météo : 24 °C, ensoleillé                      |   |    |    |   |       |
| Assistance : 73 748                                       |   |    |    |   |       |
| Arbitre : Mike Carey                                      |   |    |    |   |       |
| Lien pour résumé complet du match : Recap, Game book      |   |    |    |   |       |
| Quart-temps                                               | 1 | 2  | 3  | 4 | Total |
| Panthers de la Caroline                                   | 7 | 10 | 14 | 7 | 38    |
| Giants de New York                                        | 0 | 0  | 0  | 0 | 0     |

| Semaine 4 : @ Chiefs de Kansas City                  |   |    |   |    |       |
| Lieu : Arrowhead Stadium, Kansas City, Missouri      |   |    |   |    |       |
| Date : 29 septembre                                  |   |    |   |    |       |
| Conditions météo : 19 °C, ensoleillé                 |   |    |   |    |       |
| Assistance : 73 386                                  |   |    |   |    |       |
| Arbitre : Terry McAulay                              |   |    |   |    |       |
| Lien pour résumé complet du match : Recap, Game book |   |    |   |    |       |
| Quart-temps                                          | 1 | 2  | 3 | 4  | Total |
| Chiefs de Kansas City                                | 0 | 10 | 7 | 14 | 31    |
| Giants de New York                                   | 0 | 7  | 0 | 0  | 7     |

| Semaine 5 : Eagles de Philadelphie                   |   |    |    |    |       |
| Lieu : MetLife Stadium, East Rutherford, New Jersey  |   |    |    |    |       |
| Date : 6 octobre                                     |   |    |    |    |       |
| Conditions météo : 19 °C, partiellement nuageux      |   |    |    |    |       |
| Assistance : 80 738                                  |   |    |    |    |       |
| Arbitre : Walt Coleman                               |   |    |    |    |       |
| Lien pour résumé complet du match : Recap, Game book |   |    |    |    |       |
| Quart-temps                                          | 1 | 2  | 3  | 4  | Total |
| Giants de New York                                   | 7 | 0  | 14 | 0  | 21    |
| Eagles de Philadelphie                               | 3 | 16 | 3  | 14 | 36    |

| Semaine 6 : @ Bears de Chicago                       |   |    |   |   |       |
| Lieu : Soldier Field, Chicago, Illinois              |   |    |   |   |       |
| Date : 10 octobre                                    |   |    |   |   |       |
| Conditions météo : 17 °C, clair                      |   |    |   |   |       |
| Assistance : 62 374                                  |   |    |   |   |       |
| Arbitre : John Parry                                 |   |    |   |   |       |
| Lien pour résumé complet du match : Recap, Game book |   |    |   |   |       |
| Quart-temps                                          | 1 | 2  | 3 | 4 | Total |
| Bears de Chicago                                     | 7 | 17 | 3 | 0 | 27    |
| Giants de New York                                   | 7 | 7  | 7 | 0 | 21    |

| Semaine 7 : Vikings du Minnesota                     |   |   |   |   |       |
| Lieu : MetLife Stadium, East Rutherford, New Jersey  |   |   |   |   |       |
| Date : 21 octobre                                    |   |   |   |   |       |
| Conditions météo : 14 °C, partiellement nuageux      |   |   |   |   |       |
| Assistance : 79 314                                  |   |   |   |   |       |
| Arbitre : Tony Corrente                              |   |   |   |   |       |
| Lien pour résumé complet du match : Recap, Game book |   |   |   |   |       |
| Quart-temps                                          | 1 | 2 | 3 | 4 | Total |
| Giants de New York                                   | 3 | 7 | 7 | 6 | 23    |
| Vikings du Minnesota                                 | 7 | 0 | 0 | 7 | 14    |

| Semaine 8 : @ Eagles de Philadelphie                       |   |   |   |   |       |
| Lieu : Lincoln Financial Field, Philadelphia, Pennsylvania |   |   |   |   |       |
| Date : 27 octobre                                          |   |   |   |   |       |
| Conditions météo : 13 °C, ensoleillé                       |   |   |   |   |       |
| Assistance : 69 144                                        |   |   |   |   |       |
| Arbitre : Carl Cheffers                                    |   |   |   |   |       |
| Lien pour résumé complet du match : Recap, Game book       |   |   |   |   |       |
| Quart-temps                                                | 1 | 2 | 3 | 4 | Total |
| Eagles de Philadelphie                                     | 0 | 0 | 0 | 7 | 7     |
| Giants de New York                                         | 6 | 6 | 0 | 3 | 15    |

Les Giants sont en repos en semaine 9.
| Semaine 10 : Raiders d'Oakland                       |    |   |   |   |       |
| Lieu : MetLife Stadium, East Rutherford, New Jersey  |    |   |   |   |       |
| Date : 10 novembre                                   |    |   |   |   |       |
| Conditions météo : 9 °C, nuageux                     |    |   |   |   |       |
| Assistance : 80 366                                  |    |   |   |   |       |
| Arbitre : Pete Morelli                               |    |   |   |   |       |
| Lien pour résumé complet du match : Recap, Game book |    |   |   |   |       |
| Quart-temps                                          | 1  | 2 | 3 | 4 | Total |
| Giants de New York                                   | 7  | 7 | 7 | 3 | 24    |
| Raiders d'Oakland                                    | 10 | 7 | 3 | 0 | 20    |

| Semaine 11 : Packers de Green Bay                    |   |   |    |   |       |
| Lieu : MetLife Stadium, East Rutherford, New Jersey  |   |   |    |   |       |
| Date : 17 novembre                                   |   |   |    |   |       |
| Conditions météo : 15 °C, très nuageux               |   |   |    |   |       |
| Assistance : 79 114                                  |   |   |    |   |       |
| Arbitre : Terry McAulay                              |   |   |    |   |       |
| Lien pour résumé complet du match : Recap, Game book |   |   |    |   |       |
| Quart-temps                                          | 1 | 2 | 3  | 4 | Total |
| Giants de New York                                   | 7 | 3 | 10 | 7 | 27    |
| Packers de Green Bay                                 | 0 | 6 | 0  | 7 | 13    |

| Semaine 12 : Cowboys de Dallas                       |   |   |   |   |       |
| Lieu : MetLife Stadium, East Rutherford, New Jersey  |   |   |   |   |       |
| Date : 24 novembre                                   |   |   |   |   |       |
| Conditions météo : −4 °C, clair                      |   |   |   |   |       |
| Assistance : 80 499                                  |   |   |   |   |       |
| Arbitre : Walt Anderson                              |   |   |   |   |       |
| Lien pour résumé complet du match : Recap, Game book |   |   |   |   |       |
| Quart-temps                                          | 1 | 2 | 3 | 4 | Total |
| Giants de New York                                   | 0 | 6 | 7 | 8 | 21    |
| Cowboys de Dallas                                    | 7 | 7 | 7 | 3 | 24    |

| Semaine 13 : @ Redskins de Washington                |   |    |   |    |       |
| Lieu : FedEx Field, Landover, Maryland               |   |    |   |    |       |
| Date : 1er décembre                                  |   |    |   |    |       |
| Conditions météo : 6 °C, nuageux                     |   |    |   |    |       |
| Assistance : 75 220                                  |   |    |   |    |       |
| Arbitre : Jeff Triplette                             |   |    |   |    |       |
| Lien pour résumé complet du match : Recap, Game book |   |    |   |    |       |
| Quart-temps                                          | 1 | 2  | 3 | 4  | Total |
| Giants de New York                                   | 0 | 14 | 0 | 10 | 24    |
| Redskins de Washington                               | 7 | 7  | 3 | 0  | 17    |

| Semaine 14 : @ Chargers de San Diego                 |   |    |   |   |       |
| Lieu : Qualcomm Stadium, San Diego, California       |   |    |   |   |       |
| Date : 8 décembre                                    |   |    |   |   |       |
| Conditions météo : 12 °C, ensoleillé                 |   |    |   |   |       |
| Assistance : 65 132                                  |   |    |   |   |       |
| Arbitre : Ron Winter                                 |   |    |   |   |       |
| Lien pour résumé complet du match : Recap, Game book |   |    |   |   |       |
| Quart-temps                                          | 1 | 2  | 3 | 4 | Total |
| Chargers de San Diego                                | 7 | 17 | 7 | 6 | 37    |
| Giants de New York                                   | 0 | 0  | 7 | 7 | 14    |

| Semaine 15 : Seahawks de Seattle                     |   |    |   |   |       |
| Lieu : MetLife Stadium, East Rutherford, New Jersey  |   |    |   |   |       |
| Date : 15 décembre                                   |   |    |   |   |       |
| Conditions météo : 12 °C, partiellement ensoleillé   |   |    |   |   |       |
| Assistance : 79 691                                  |   |    |   |   |       |
| Arbitre : Bill Leavy                                 |   |    |   |   |       |
| Lien pour résumé complet du match : Recap, Game book |   |    |   |   |       |
| Quart-temps                                          | 1 | 2  | 3 | 4 | Total |
| Giants de New York                                   | 0 | 0  | 0 | 0 | 0     |
| Seahawks de Seattle                                  | 3 | 10 | 3 | 7 | 23    |

| Semaine 16 : @ Lions de Détroit                      |   |    |   |   |       |       |
| Lieu : Ford Field, Detroit, Michigan                 |   |    |   |   |       |       |
| Date : 2 décembre                                    |   |    |   |   |       |       |
| Conditions météo : stade couvert et fermé            |   |    |   |   |       |       |
| Assistance : 63 996                                  |   |    |   |   |       |       |
| Arbitre : Jerome Boger                               |   |    |   |   |       |       |
| Lien pour résumé complet du match : Recap, Game book |   |    |   |   |       |       |
| Quart-temps                                          | 1 | 2  | 3 | 4 | Prol. | Total |
| Lions de Détroit                                     | 0 | 3  | 9 | 8 | 0     | 20    |
| Giants de New York                                   | 3 | 10 | 0 | 7 | 3     | 23    |

| Semaine 17 : Redskins de Washington                  |   |    |   |   |       |
| Lieu : MetLife Stadium, East Rutherford, New Jersey  |   |    |   |   |       |
| Date : 29 décembre                                   |   |    |   |   |       |
| Conditions météo : 4 °C, pluie                       |   |    |   |   |       |
| Assistance : 80 177                                  |   |    |   |   |       |
| Arbitre : Bill Vinovich                              |   |    |   |   |       |
| Lien pour résumé complet du match : Recap, Game book |   |    |   |   |       |
| Quart-temps                                          | 1 | 2  | 3 | 4 | Total |
| Giants de New York                                   | 0 | 10 | 7 | 3 | 20    |
| Redskins de Washington                               | 0 | 6  | 0 | 0 | 6     |

## Analyse de la saison 2013[5]
Après une saison 2012 décevante sans qualification en playoffs, les fans espéraient voir les G-men relever la tête et émerger d’une division qui semblait à leur portée.
Mais voilà, les supporters vont vite déchanter, leurs favoris continuant de s’enfoncer avec un nombre impressionnant de turnovers dès le match d’ouverture. Commencer une saison par une défaite n’est jamais une bonne chose, l'accident peut survenir pour toutes les équipes. Par contre, on ne parle plus d'accident si on accumule 6 défaites de rang.
Plusieurs choses viennent expliquer cette entrée en matière catastrophique :
- les turnovers
- une ligne offensive totalement absente
- une défense qui malgré des prestations honorables, ne parvient pas à empêcher l’hémorragie de points
- une certaine lenteur au niveau du staff pour adapter son schéma tactique
- un désintérêt dans le chef de certains joueurs (il fut souvent reproché à Hakeem Nicks de ne plus se sentir impliqué dans le devenir de son équipe)
- de nombreux joueurs blessés.

Heureusement, les Giants réussiront à remporter 7 des 10 derniers matchs même ils n'auront affronté au cours de ces matchs qu’un seul vrai top 10 QB en pleine forme, Matt Stafford des Lions de Détroit. Pour toutes les autres victoires, il faut bien reconnaître que l’opposition était toute sauf impressionnante.
La défense s'est nettement améliorée dès l'arrivée d'un vrai MLB en la personne de Jon Beason. Les Giants récupéraient un vrai leader qui venait s’ajouter à l’énergie débordante du S Antrel Rolle (seul joueur sélectionné de l'équipe pour le Pro Bowl) et au sérieux de DE Justin Tuck. D'autres joueurs défensifs ont également satisfait : Prince Amukamara, Spencer Paysinger, Cullen Jenkins, Trumaine McBride, Will Hill et Terrell Thomas.
Du côté de l’attaque, il n'y a eu qu'une faible amélioration en cours de saison avec la signature de running backs en forme (Brandon Jacobs, Peyton Hillis et John Conner). Le retour de blessure d’Andre Brown a également permis de re-dynamiser l'attaque.
Du côté du jeu de passe, Eli Manning n'a pas été transcendant même si sa défense ne l'a pas beaucoup protégé (nouveau record de sacks encaissés en NFL). Victor Cruz (qui a signé une extension de contrat en cours de saison) reste la cible privilégiée de son QB et confirme tout le bien qu'on pensait de lui. WR Rueben Randle a également montré de belles choses mais reste encore irrégulier. Enfin, Jerrel Jernigan a profité de l’absence momentanée de Victor Cruz pour montrer qu’il pouvait être un dangereux playmaker.
Les special teams ont été très décevantes à l'exception du punter Josh Brown qui était trop souvent la seule personne à inscrire des points pour les Giants.
Finalement, cette saison ressemblera quand même à un énorme gâchis. On ne peut pas dire que les Giants étaient dénués de talent mais les résultats ne mentent pas : ils ont été mauvais en 2013. Après la victoire au Super Bowl XLVI en saison 2011, la chute des 2 dernières années a été rude et brutale.

## Récompenses individuelles
Prix individuel AP de la saison : -
Sélectionné en équipe All-Pro : -
Meilleurs joueurs de la semaine/du mois :
- Meilleur joueur défensif de la semaine 8 : Terrell Thomas[6]
- Meilleur joueur défensif de la semaine 11 : Jason Pierre-Paul[7]
- Meilleur joueur défensif de la semaine 13 : Justin Tuck[8]
- Meilleur joueur d'équipe spéciale de la semaine 16 : Josh Brown[9]

## Classements

### Division Est
| NFC Est                    | NFC Est | NFC Est | NFC Est | NFC Est | NFC Est    | NFC Est     | NFC Est   | NFC Est     |
| Équipes                    | G       | P       | N       | Pct.    | Div. (G-P) | Conf. (G-P) | Pts. Pour | Pts. Contre |
| -------------------------- | ------- | ------- | ------- | ------- | ---------- | ----------- | --------- | ----------- |
| (3) Eagles de Philadelphie | 10      | 6       | 0       | .625    | 4–2        | 8–4         | 442       | 385         |
| Cowboys de Dallas          | 8       | 8       | 0       | .500    | 5–1        | 8–4         | 442       | 432         |
| Giants de New York         | 7       | 9       | 0       | .437    | 3–3        | 6–6         | 294       | 383         |
| Redskins de Washington     | 3       | 13      | 0       | .187    | 0–6        | 1–11        | 334       | 478         |

### NFC
| Classement final NFC, | Classement final NFC,             | Classement final NFC, | Classement final NFC, | Classement final NFC, | Classement final NFC, | Classement final NFC, | Classement final NFC, | Classement final NFC, | Classement final NFC, | Classement final NFC, | Classement final NFC, |
| Rang | Équipes                           | Divisions             | G                     | P                     | N                     | Pct.                  | Div. (G-P)            | Conf. (G-P)           | Pts. Pour             | Pts. Contre           | Dif. Pts.             |
| --- | --------------------------------- | --------------------- | --------------------- | --------------------- | --------------------- | --------------------- | --------------------- | --------------------- | --------------------- | --------------------- | --------------------- |
| Division winners |                                   |                       |                       |                       |                       |                       |                       |                       |                       |                       |                       |
| 1 | * – Seahawks de Seattle           | Ouest                 | 13                    | 3                     | 0                     | .812                  | 4–2                   | 10–2                  | 417                   | 231                   | 186                   |
| 2 | z – Panthers de la Caroline       | Sud                   | 12                    | 4                     | 0                     | .750                  | 5–1                   | 9–3                   | 366                   | 241                   | 125                   |
| 3 | y – Eagles de Philadelphie        | Est                   | 10                    | 6                     | 0                     | .625                  | 4–2                   | 9–3                   | 442                   | 382                   | 60                    |
| 4 | y – Packers de Green Bay          | Nord                  | 8                     | 7                     | 1                     | .531                  | 3–2–1                 | 6–5–1                 | 417                   | 428                   | -11                   |
| Wild cards |                                   |                       |                       |                       |                       |                       |                       |                       |                       |                       |                       |
| 5 | w – 49ers de San Francisco        | Ouest                 | 12                    | 4                     | 0                     | .750                  | 5–1                   | 9–3                   | 406                   | 272                   | 134                   |
| 6 | w – Saints de La Nouvelle-Orléans | Sud                   | 11                    | 5                     | 0                     | .688                  | 5–1                   | 9–3                   | 414                   | 304                   | 110                   |
| Non qualifiés pour les playoffs |                                   |                       |                       |                       |                       |                       |                       |                       |                       |                       |                       |
| 7 | Cardinals de l'Arizona            | Ouest                 | 10                    | 6                     | 0                     | .625                  | 2–4                   | 6–6                   | 379                   | 324                   | 55                    |
| 8 (a) | Bears de Chicago                  | Nord                  | 8                     | 8                     | 0                     | .500                  | 2–4                   | 4–8                   | 445                   | 478                   | -33                   |
| 9 | Cowboys de Dallas                 | Est                   | 8                     | 8                     | 0                     | .500                  | 5–1                   | 7–5                   | 439                   | 432                   | 7                     |
| 10 (b)(c) | Giants de New York                | Est                   | 7                     | 9                     | 0                     | .438                  | 3–3                   | 6–6                   | 294                   | 383                   | -89                   |
| 11 (d) | Lions de Détroit                  | Nord                  | 7                     | 9                     | 0                     | .438                  | 4–2                   | 6–6                   | 395                   | 376                   | 19                    |
| 12 | Rams de Saint-Louis               | Ouest                 | 7                     | 9                     | 0                     | .438                  | 1–5                   | 4–8                   | 348                   | 364                   | -16                   |
| 13 | Vikings du Minnesota              | Nord                  | 5                     | 10                    | 1                     | .344                  | 2–3–1                 | 4–7–1                 | 391                   | 480                   | -89                   |
| 14 (e) | Falcons d'Atlanta                 | Sud                   | 4                     | 12                    | 0                     | .250                  | 1–5                   | 3–9                   | 353                   | 443                   | -90                   |
| 15 | Buccaneers de Tampa Bay           | Sud                   | 4                     | 12                    | 0                     | .250                  | 1–5                   | 2–10                  | 288                   | 389                   | -101                  |
| 16 | Redskins de Washington            | Est                   | 3                     | 13                    | 0                     | .200                  | 0–6                   | 1–11                  | 334                   | 478                   | -144                  |
| Tie-break(f) |                                   |                       |                       |                       |                       |                       |                       |                       |                       |                       |                       |
| (a) = Chicago a battu Dallas en semaine no 14 : 45 à 28 (b) = Giants de New York et Detroit finissent avec une meilleure statistique de conférence que St. Louis. (c) = Giants de New York a battu Detroit en semaine no 13 : 23–20 (après prolongations) (d) = Detroit finit avec une meilleure statistique de conférence que St. Louis. (e) = Atlanta finit avec une meilleure statistique de conférence que Tampa Bay. (f) = Lorsque trois équipes ou plus sont à égalité, les règlements de la NFL précisent que ces équipes sont départagées tout d'abord par leurs statistiques de division et ensuite en comparant le rang de l'équipe restante le plus élevé de chaque division. |                                   |                       |                       |                       |                       |                       |                       |                       |                       |                       |                       |
| Legendes |                                   |                       |                       |                       |                       |                       |                       |                       |                       |                       |                       |
| w — Qualifié en wild card |                                   |                       |                       |                       |                       |                       |                       |                       |                       |                       |                       |
| x — Qualifié en playoff |                                   |                       |                       |                       |                       |                       |                       |                       |                       |                       |                       |
| y — Gagnant de division |                                   |                       |                       |                       |                       |                       |                       |                       |                       |                       |                       |
| z — Exempté du premier tour de playoff |                                   |                       |                       |                       |                       |                       |                       |                       |                       |                       |                       |
| * — Gagne l'avantage du terrain |                                   |                       |                       |                       |                       |                       |                       |                       |                       |                       |                       |